# Calathusa acronyctoides
Calathusa acronyctoides är en fjärilsart som beskrevs av Walker 1865. Calathusa acronyctoides ingår i släktet Calathusa och familjen trågspinnare. Inga underarter finns listade i Catalogue of Life.